# Camenta kapiriensis
Camenta kapiriensis är en skalbaggsart som beskrevs av Moser 1917. Camenta kapiriensis ingår i släktet Camenta och familjen Melolonthidae. Inga underarter finns listade.